# Thrill Has Gone
Thrill Has Gone – drugi singiel szkockiego zespołu Texas pochodzący z ich pierwszego albumu Southside, wydany w roku 1989. Uplasował się na 60 miejscu oficjalnej listy UK Singles Chart

## Lista utworów

### wersja 7" / Wielka Brytania / TEX 2 / 872 776-7[3]
| A. | "Thrill Has Gone"       |  |
|    | Spiteri / McElhone      |  |
| B. | " Nowhere Left To Hide" |  |
|    | Spiteri / McElhone      |  |

## Lista utworów (inne wersje)

### wersja 12" / Wielka Brytania / TEX 212 / 872 777-1[4]
| A.  | "Thrill Has Gone"      |  |
|     | Spiteri / McElhone     |  |
| B1. | "Nowhere Left To Hide" |  |
|     | Spiteri / McElhone     |  |
| B2. | "Dimples"              |  |
|     | Hooker                 |  |

### wersja CD / Wielka Brytania / TEX CD2 / 872 777-2[5]
| 1. | "Thrill Has Gone"      | 3:35  |
|    | Spiteri / McElhone     |       |
| 2. | "Nowhere Left To Hide" | 3:43  |
|    | Spiteri / McElhone     |       |
| 3. | "Dimples"              | 3:14  |
|    | Hooker                 |       |
|    |                        | 10:32 |
|    |                        |       |

## Miejsca na listach przebojów
| Lista                        | Pozycja |
| ---------------------------- | ------- |
| UK (Official Charts Company) | 60      |
| Niemcy (Offizielle Top 100)  | 73      |
| Nowa Zelandia (RRIANZ)       | 19      |
| Australia (ARIA Charts)      | 60      |

## Twórcy
Źródło

### Skład podstawowy
- Sharleen Spiteri – śpiew, gitara
- Johnny McElhone – bass
- Ally McErlaine – gitara
- Stuart Kerr – perkusja, śpiew

### Gościnnie
- Eddie Campbell – instrumenty klawiszowe

### Personel
- Realizacja nagrań – Simon Vinestock
- Manager muzyczny – GR Management
- Producent – Tim Palmer (utwór 1), Texas (utwór 2, 3)
- Zdjęcia – Pennie Smith
- Okładka – Bullitt